# Bastö
Bastö (fi. Niinisaari) är en stadsdel i Nordsjö distrikt i Helsingfors stad.
Nordsjö hamn, som byggs under åren 2002 till 2008, dominerar Bastö. Hamnen kommer att bli Finlands största hamn och möjliggör att man kan bygga bostäder i Helsingfors centrum då nuvarande hamnområden frigörs. Bastö består också av friluftsområdet som sträcker sig från Nybondas norrut via Svarta backen. Det finns inga bostäder i Bastö, men år 2003 hade över 500 personer sin arbetsplats där. 